# سینمای کرواسی

گرباویتسا (۲۰۰۶) ساخته یاسمیلا ژبانیچ. یک فیلم از سینمای مدرن کرواسی

سینمای کرواسی به تاریخ سینمای این کشور، بدنه سینمایی، جشنواره‌ها و جایزه‌های سینمایی و تولید فیلم‌های مستقل و مشترک آن اشاره دارد. کرواسی در سال ۱۹۱۸ پس از پایان جنگ جهانی اول از امپراتوری اتریش مجارستان جدا شده و در پادشاهی یوگسلاوی ادغام شد. بعد از جنگ جهانی دوم کرواسی یکی از واحدهای مؤسس جمهوری فدرال یوگسلاوی شد. این کشور در ۲۵ ژوئن ۱۹۹۱ از یوگسلاوی جدا شد و اعلام استقلال کرد. از این منظر تاریخ سینمای کرواسی بدون در نظر گرفتن دوران قبل از استقلال این کشور ممکن‌پذیر نیست.
سینمای کرواسی در زمان جمهوری فدرال یوگسلاوی و بعد از استقلال دارای بدنه قوی و پشتوانه بسیار مهمی بوده‌است. به نوعی سینمای انیمیشن دنیا با پایه‌گذاری مکتب زاگرب به قواعد و استانداردهای مناسب رسید. در دوران بعد از استقلال نیز فیلم‌های کرواسی زبان ۳ بار نامزد دریافت جایزه اسکار بهترین فیلم بین‌المللی شدند.

## پیشینه
یوسیپ کارامان و اوکتاویان میلتیچ پیشگامان سینمای اولیه کرواسی شناخته می‌شوند. این ۲ نفر در دهه اول قرن بیستم در اسپلیت و زاگرب به فعالیت مشغول بودند. یوسیپ پالا نیز در ۱۹۱۱ چند فیلم کوتاه مستند ساخت.
اما اولین فیلم بلند تاریخ سینمای کرواسی برکو در زاگرب (۱۹۱۷) ساخته آرسن ماش است.
بین سال‌های ۱۹۴۱ تا ۱۹۴۵ اوستاشه، حزب تندرو و ملی‌گرای کروات دولت مستقل کرواسی را در اختیار داشت. در این ۴ سال نهاد سینمای ملی کرواسی شکل گرفت. در حقیقت این حزب به قدرت سینما پی برده بود و با الگوبرداری از حزب ملی فاشیست ایتالیا و حزب نازی آلمان نهاد دولتی تولید فیلم را برای بهره‌برداری سیاسی و تولید فیلم‌های تبلیغاتی ایجاد کرد. مهم‌ترین اتفاق این دوره تولید فیلم مستند مراقب درینا باشید (۱۹۴۲) ساخته برانکو ماریانویچ است. این فیلم برنده شیرطلایی جشنواره نیز در سال ۱۹۴۳ شد.
پس از استقرار یوسیپ بروز تیتو که خود کروات‌تبار بود و مهم‌تر پس از جدایی تیتو از استالین تمام آنچه به عنوان سینمای دولتی باقی مانده بود در اختیار دولت قرار گرفت. دوربین‌های سینمایی، ابزار فنی و مهم‌تر از همه، بدنه سینمایی آموزش دیده در این دوران به اعتلای سینمای یوگسلاوی کمک کردند که کرواسی بخشی از آن محسوب می‌شد.

## از عصر طلایی تا سینمای مدرن
در دهه ۵۰ مهم‌ترین چهره سینمایی برانکور باور است. برنگرد، پسرم (۱۹۵۶)، سه دختر به نام آنا (۱۹۵۹) و رخ‌به‌رخ (۱۹۶۲) مهم‌ترین فیلم‌های برانکو باور در این عصر هستند. نیکولا تانهوفر با فیلم اچ ۸ (۱۹۵۸) از دیگر سینماگران مهم این دوره است.
اتفاق مهم عصر طلایی سینمای کرواسی به نوعی مربوط به یوگسلاوی هم می‌باشد. فیلم جاده یک ساله (۱۹۵۸) ساخته جوزپه دسانتیس در سی و یکمین دوره جوایز اسکار و فیلم دایره نهم (۱۹۶۰) ساخته فرانس استیگلیچ در سی و سومین دوره جوایز اسکار نامزد دریافت جایزه اسکار شدند. دو کارگردانی که یکی ایتالیایی و دیگری اهل اسلوونی بود.
کریشنو گلیک، ولکو بولائیچ، کرستو پاپیچ، ژیوکو زالار، رانکو مونیتیچ، راجکو گریچ، دوبراوکا اوگرشیچ، برانکو اشمیت، فیلیپ شوواگوویچ و اویا کدار از دیگر سینماگران مهم این دهه هستند.
پیشینه قوی و بدنه سینمایی در حال زایش و مستعد سینمای کرواسی باعث شد از میانه دهه ۹۰ تاکنون سینمای کرواسی رو به اعتلا باشد. وینکو برژان با فیلم چگونه جنگ در جزیره من آغاز شد (۱۹۹۶) آرسن استوویچ با فیلم یک شب عالی در اسپیلیت (۲۰۰۴)، زرینکو اوگرستا و اوگنجن سلویچیچ با فیلم آرمین (۲۰۰۷) از بدنه سینمای مدرن کرواسی محسوب می‌شوند.
از دیگر استعدادهای سینمای مدرن کرواسی یاسمیلا ژبانیچ با فیلم گرباویتسا (۲۰۰۶) قابل اشاره است. او با فیلم گرباویتسا در بخش مسابقه پنجاه و ششمین دوره جشنواره فیلم برلین در سال ۲۰۰۶ شرکت کرد و به جایزه خرس طلایی رسید. وی این فیلم را برای مظلومیت زنان مسلمان اهل بوسنی که در جریان جنگ‌های داخلی بین صرب‌های بوسنی و مسلمانان و کروات‌های این کشور در خلال سال‌های ۱۹۹۲ تا ۱۹۹۵ برقرار بود، ساخت.

## فیلم‌هایی که تمام یا بخشی از آن در کرواسی فیلم‌برداری شدند
- وایکینگ‌ها (۱۹۵۸)
- محاکمه (۱۹۶۲)
- آپاچی طلایی (۱۹۶۳)
- آخرین مرتدان (۱۹۶۴)
- در میان کرکس‌ها (۱۹۶۴)
- ایزادورا (۱۹۶۹)
- یکشنبه (۱۹۶۹)
- دست‌بند (۱۹۶۹)
- ویولن‌زن روی بام (۱۹۷۱)
- خانه (۱۹۷۷)
- صلیب آهنین (۱۹۷۷)
- دادگاه نظامی (۱۹۷۸)
- روزنامه‌نگار (۱۹۷۹)
- طبل حلبی (۱۹۷۹)
- ولتاژ بالا (۱۹۸۱)
- هوانورد (۱۹۸۵)کهیر (۲۰۱۲)
- سرزمین موعود (۱۹۸۶)
- زره خدا (۱۹۸۶)

لیبرتاس (۲۰۰۶)

کهیر (۲۰۱۲)

- روزنکرانتز و گیلدنسترن مرده‌اند (۱۹۹۰)
- کاپیتان آمریکا (۱۹۹۰)
- چگونه جنگ در جزیره من آغاز شد (۱۹۹۶)

قانون اساسی (۲۰۱۶)

- هذیان (۱۹۹۸)
- تیتوس (۱۹۹۹)
- مدونا (۱۹۹۹)
- ۲۴ ساعت (۲۰۰۲)
- عفونت (۲۰۰۳)
- تب (۲۰۰۴)
- نیروی نهایی (۲۰۰۵)
- نیروی نهایی (۲۰۰۵)
- گرباویتسا (۲۰۰۶)
- لیبرتاس (۲۰۰۶)
- جشن شکار (۲۰۰۷)
- بیوک ریویرا (۲۰۰۸)
- لارگو وینچ (۲۰۰۸)
- فقط بین ما (۲۰۱۰)

- دوئل (۲۰۱۰)
- اردوگاه آشویتس (۲۰۱۱)
- فصل جادوگری (۲۰۱۱)
- کهیر (۲۰۱۲)
- دم‌قرمزها (۲۰۱۲)
- فول کنتاکت (۲۰۱۵)
- قانون اساسی (۲۰۱۶)
- طرفدار (۲۰۱۶)
- ادیسه (۲۰۱۶)
- جنگ ستارگان: آخرین جدای (۲۰۱۷)
- رابین هود (۲۰۱۸)
- مرد عنکبوتی: دور از خانه (۲۰۱۹)

## جشنواره‌ها و جایزه‌های سینمایی
بدنه سینمایی کرواسی چندین جشنواره متنوع در سطح ملی و جهانی برگزار می‌کند:
- جشنواره فیلم پولا: قدیمی‌ترین جشنواره فیلم کشور کرواسی است که تابستان هرسال در شهر پولا برگزار می‌شود. برگزاری این جشنواره، از سال ۱۹۵۴ در تماشاخانه پولا آغاز شده‌است. جایزهٔ اصلی این جشنواره، تماشاخانهٔ طلایی نام دارد.[۲۷]
- جشنواره پویانمایی زاگرب: یک جشنواره فیلم بین‌المللی سالانه است که در زاگرب کرواسی برگزار می‌شود. این جشنواره در سال ۱۹۷۲ توسط آسیفا (ASIFA) آغاز به کار کرد. جشنواره پویانمایی زاگرب بعد از جشنواره پویانمایی انسی قدیمی‌ترین جشنواره پویانمایی در اروپاست.[۲۸]
- جشنواره فیلم زاگرب: یک جشنواره سالانه فیلم است که از سال ۲۰۰۳ در زاگرب پایتخت کرواسی برگزار می‌شود.[۲۹]
- جشنواره بین‌المللی فیلم مستند زاگرب یا زاگرب‌داکس (ZagrebDox): یک جشنواره بین‌المللی فیلم مستند است که از سال ۲۰۰۵ هر ساله در اواخر فوریه و اوایل مارس در زاگرب برگزار می‌شود.[۳۰]
- جشنواره فیلم ماتاوین: یک جشنواره فیلم سالیانه است که در سال ۱۹۹۹ پایه‌گذاری گردید و در ماتاوین، کرواسی برگزار می‌گردد.[۳۱]

## آمار و ارقام
در حال حاضر در کرواسی ۱۴۵ سالن سینمای مدرن و فعال وجود دارد. تولید سرانه سالیانه فیلم بلند ۶ و فیلم مستند ۳ عدد است. جمعیت سینماروی این کشور نیز سالیانه سه و نیم میلیون نفر برآورد شده‌است.